# My Heart Will Go On
"My Heart Will Go On" é uma canção gravada pela cantora franco-canadense Céline Dion. É a principal música-tema do filme de sucesso Titanic (1997), de James Cameron, baseado na história do transatlântico de mesmo nome que afundou em 1912 após colidir com um iceberg no Oceano Atlântico Norte. A canção foi composta por James Horner, e sua letra foi escrita por Will Jennings, enquanto a produção foi feita por Walter Afanasieff, Horner e Simon Franglen.
Lançada como um single do quinto álbum de estúdio em língua inglesa de Céline Dion, Let's Talk About Love (1997), e da trilha sonora do filme, a canção alcançou o topo da RPM Top Singles Chart. Fora do Canadá, "My Heart Will Go On" se tornou um sucesso global, liderando as paradas em vários países, incluindo Austrália, Áustria, Alemanha, Bélgica, Brasil, Canadá, Dinamarca, Espanha, Estados Unidos, Finlândia, França, Holanda, Irlanda, Itália, Noruega, Portugal, Reino Unido, Suécia, Suíça e Taiwan.
"My Heart Will Go On" é considerada a canção assinatura de Céline Dion. Com vendas mundiais estimadas em mais de 18 milhões de cópias, é um dos singles mais vendidos de todos os tempos e se tornou o segundo single de uma artista feminina mais vendido na história. Também foi incluído na lista de Músicas do Século da Recording Industry Association of America e do National Endowment for the Arts. O videoclipe foi dirigido por Bille Woodruff e lançado no final de 1997. Céline cantou a música em homenagem ao vigésimo aniversário do filme Titanic no Billboard Music Awards de 2017 em 21 de maio de 2017.

## História
James Horner originalmente compôs a canção como sendo apenas uma música de fundo que tocaria em várias cenas de Titanic. Foi contratado o letrista Will Jennings, que escreveu a letra "do ponto de vista de uma pessoa de grande idade olhando para muitos anos antes". O diretor James Cameron não queria uma canção assim, mas Jennings foi em frente de qualquer maneira e escreveu a letra. Quando Céline Dion ouviu a canção pela primeira vez, inicialmente ela não aceitou gravá-la, pois sentiu que estava abusando da sorte ao cantar outra música-tema para um filme depois de já ter cantado "Beauty and the Beast". Horner mostrou o esquema de piano para Simon Franglen, que estava trabalhando com ele em texturas musicais eletrônicas e sintetizadores para a trilha sonora do filme. Franglen havia trabalhado com Céline Dion por vários anos em muitos de seus maiores sucessos até aquele momento.

## Gravação
James Cameron se sentiu obrigado a incluir uma música-tema para promover o filme. Glen Brunman também afirmou que o álbum da trilha sonora deveria ser "No song, no Céline".
O empresário e marido de Dion, René Angélil, a convenceu a cantar a música na versão demo, o que ela não fazia há muitos anos. Tommy Mottola afirmou que Dion gravou a música em apenas uma tomada, e essa demo é o que foi lançado no filme. No entanto, ela regravou a música para o lançamento do álbum após o lançamento do filme e seu tremendo sucesso. Foi uma versão editada com poucas mudanças de notas no final da música. James Horner esperou até que Cameron estivesse de bom humor antes de apresentá-lo a música. Após tocá-la várias vezes, Cameron declarou sua aprovação, embora temesse ser criticado por "ir para os comerciais no final do filme.". Cameron também queria acalmar os ansiosos executivos do estúdio e viu que um hit de seu filme só poderia ser um fator positivo para garantir sua conclusão.

## Informações da canção
Além de ser incluída no álbum de Dion, Let's Talk About Love, e na trilha sonora de Titanic, "My Heart Will Go On" aparece em vários outros álbuns, incluindo três dos álbuns posteriores de Dion, Au cœur du stade, All the Way... A Decade of Song e A New Day... Live in Las Vegas. 
No pico da popularidade da canção, algumas rádios dos EUA e do Reino Unido tocaram algumas versões editadas da canção, que possuem diálogos dramáticos entre os personagens principais do filme, Jack e Rose, incluídos entre as partes de Dion. Foi incluída depois na segunda trilha-sonora Back to Titanic.
Na França, "My Heart Will Go On" foi lançada como sendo um single de Duplo A-side junto com "The Reason."
A canção venceu o Óscar de Melhor Canção Original, assim como três Prêmios Grammy (por Gravação do Ano, Canção do Ano e Melhor Canção para Mídia Visual).

## Videoclipe
O videoclipe da canção foi gravado por Bille Woodruff e foi lançado no final de 1997. Ele foi depois incluído no DVD All the Way... A Decade of Song & Video.

## Formatos e faixas
| CD Single de 2 faixas norte-americano 1. "My Heart Will Go On" – 4:40 2. "Rose" (Instrumental) – 2:52 CD Single de 4 faixas britânico 1. "My Heart Will Go On" (Versão da Trilha-sonora) – 5:11 2. "Have a Heart" – 4:12 3. "Nothing Broken But My Heart" – 5:55 4. "Where Does My Heart Beat Now" – 4:32 CD Single I de 2 faixas europeu 1. "My Heart Will Go On" – 4:40 2. "Because You Loved Me" – 4:33 CD Single de 4 faixas britânico, europeu e australiano 1. "My Heart Will Go On" – 4:40 2. "Because You Loved Me" – 4:33 3. "When I Fall in Love" – 4:19 4. "Beauty and the Beast" – 4:04 CD Single II de 2 faixas europeu 1. "My Heart Will Go On" (Versão do Álbum) – 4:40 2. "My Heart Will Go On" (Tony Moran mix) – 4:21 CD Single III de 2 faixas europeu 1. "My Heart Will Go On" (Versão do Álbum) – 4:40 2. "My Heart Will Go On" (Tony Moran mix) – 4:21 3. "My Heart Will Go On" (Richie Jones mix) – 4:15 4. "My Heart Will Go On" (Soul Solution) – 4:18 CD Single I de 2 faixas francês 1. "The Reason" – 5:01 2. "My Heart Will Go On" – 4:40 | CD Single II de 2 faixas francês 1. "My Heart Will Go On" – 4:40 2. "Southampton" – 4:02 CD Single de 5 faixas australiano 1. "My Heart Will Go On" (Tony Moran mix) – 4:21 2. "My Heart Will Go On" (Richie Jones mix) – 4:15 3. "My Heart Will Go On" (Soul Solution) – 4:18 4. "Misled" (The Serious mix) – 4:59 5. "Love Can Move Mountains" (Underground vocal mix) – 7:10 CD Single de 2 faixas japonês 1. "My Heart Will Go On" – 4:40 2. "Beauty and the Beast" – 4:04 CD Single de 5 faixas japonês 1. "My Heart Will Go On" (Tony Moran mix) – 4:21 2. "My Heart Will Go On" (Richie Jones mix) – 4:15 3. "My Heart Will Go On" (Soul Solution) – 4:18 4. "My Heart Will Go On" (Richie Jones unsinkable club mix) – 10:04 5. "My Heart Will Go On" (Matt & Vito's unsinkable epic mix) – 9:53 CD Single de 4 faixas brasileiro 1. "My Heart Will Go On" (Cuca's radio edit) – 4:22 2. "My Heart Will Go On" (Tony Moran's anthem edit) – 4:21 3. "My Heart Will Go On" (Richie Jones unsinkable edit) – 4:15 4. "My Heart Will Go On" (Tony Moran's anthem vocal) – 9:41 |

### Versões oficiais
1. "My Heart Will Go On" (Richie Jones mix) – 4:15
2. "My Heart Will Go On" (Richie Jones love go on mix) – 4:58
3. "My Heart Will Go On" (Richie Jones go on beats) – 5:10
4. "My Heart Will Go On" (Riche Jones unsinkable club mix) – 10:04
5. "My Heart Will Go On" (Tony Moran mix) – 4:21
6. "My Heart Will Go On" (Tony Moran's anthem vocal) – 9:41
7. "My Heart Will Go On" (Soul Solution bonus beats) – 3:31
8. "My Heart Will Go On" (Soul Solution) – 4:18
9. "My Heart Will Go On" (Soul Solution percapella) – 4:16
10. "My Heart Will Go On" (Soul Solution drama at the sea) – 8:54
11. "My Heart Will Go On" (Matt & Vito's penny whistle dub) – 3:23
12. "My Heart Will Go On" (Matt & Vito's unsinkable epic mix) – 9:53
13. "My Heart Will Go On" (Cuca's radio edit) – 4:22
14. "My Heart Will Go On" (movie dialogue) – 4:41
15. "My Heart Will Go On" (soundtrack version) – 5:11
16. "My Heart Will Go On" (album version) – 4:40
17. "My Heart Will Go On" (alternate orchestra version) - 5:19
18. "My Heart Will Go On" (TV track) – 3:12
19. "My Heart Will Go On" (no lead vox) – 4:41

## Desempenho nas paradas

### Posições
| Top (1997)                                | Melhor posição |
| ----------------------------------------- | -------------- |
| Alemanha                                  | 1              |
| Austrália - Parada de Singles ARIA        | 1              |
| Top (1998)                                | Melhor posição |
| Argentina                                 | 1              |
| Áustria                                   | 1              |
| Bélgica (Flandres)                        | 1              |
| Bélgica (Valônia)                         | 1              |
| Brasil                                    | 1              |
| Canadá - Canadian Hot 100                 | 1              |
| Dinamarca                                 | 1              |
| Espanha                                   | 1              |
| Estados Unidos - Billboard Hot 100        | 1              |
| União Europeia - European Hot 100 Singles | 1              |
| Finlândia                                 | 1              |
| Reino Unido                               | 1              |

| Top (1998)                       | Melhor posição |
| -------------------------------- | -------------- |
| França                           | 1              |
| Países Baixos                    | 1              |
| Irlanda                          | 1              |
| Itália                           | 1              |
| Japão - Parada de Singles Oricon | 1              |
| Letônia                          | 1              |
| Noruega                          | 1              |
| Portugal                         | 1              |
| Reino Unido - UK Singles Chart   | 1              |
| Suécia                           | 1              |
| Suíça                            | 1              |

No Brasil, além de ficar em primeiro lugar nas rádios durante 18 semanas, a canção foi regravada pela dupla Sandy & Junior em seu álbum Era uma Vez (ao vivo), além de ganhar uma versão em português intitulada Em Cada Sonho (O Amor Feito Flecha), que também fez sucesso.